# Ronde de l'Oise
La Ronde de l'Oise est une course cycliste par étapes française disputée dans le département de l'Oise. Organisée par l'Union Cycliste de Liancourt Rantigny, elle a intégré l'UCI Europe Tour en 2007, en catégorie 2.2. Elle est par conséquent ouverte aux équipes continentales professionnelles françaises, aux équipes continentales, à des équipes nationales et à des équipes régionales ou de clubs. Les UCI ProTeams (première division) ne peuvent pas participer.
L'édition 2020 est annulée en raison de la pandémie de Covid-19. En 2025, la course est de nouveau annulée, cette fois pour des raisons financières,.

## Catégorisation
- 1954-1976 : amateurs 2ème - 3ème - 4ème catégories et juniors.
- 1977-1995 : amateurs nationals
- 1996-2006 : Élite-2 2.12.1
- 2007-2019 : Élite 2.2 Pro

## Palmarès
| Année     | Vainqueur            | Deuxième               | Troisième               |
| --------- | -------------------- | ---------------------- | ----------------------- |
| 1954      | Pierre Badosa        | Pierre Gaillard        | Giovanni Giacin         |
| 1955      | Roger Idoux          | Jean Deschamps         | Francis Lesniewski      |
| 1956      | Georges Riera        | Marc Pauwels           | Salles                  |
| 1957      | Alain Henwood        | Bernard Bataille       | Michel Lépine           |
| 1958      | Pierre Bataille      | Oswaldo Zezioli        | Fontsauvage             |
| 1959      | Ernest Vilfroy       | Pierre Gurtler         | Jean Duda               |
| 1960      | Jacques Fouquet      |                        |                         |
| 1961      | Michel Delavault     |                        |                         |
| 1962      | Guy Bouchet          |                        |                         |
| 1963      | Daniel Schneider     | Bernard Gorecki        | Alphonse                |
| 1964      | Pierre Bataille      | Jean-Marc Fildart      | Drogon                  |
| 1965      | Alain Redolfi        |                        |                         |
| 1966      | L. Magnier           |                        |                         |
| 1967      | Martin Michel        |                        |                         |
| 1968      | P. Spiguelaire       |                        |                         |
| 1969      | Éric Lalouette       |                        |                         |
| 1970      | Claude Beraet        |                        |                         |
| 1971      | Castan               |                        |                         |
| 1972      | Lepied               |                        |                         |
| 1973      | François Accart      | Alain Prinet           | C. Chaunois             |
| 1974      | F. Cheve             |                        |                         |
| 1975      | G. Manchon           |                        |                         |
| 1976      | Gilles Carrara       |                        |                         |
| 1977      | Walter Ricci         | Jean-Philippe Pipart   | Patrick Daveneau        |
| 1978      | Gilles Blanchardon   | Patrick Frantschi      | Ghislain Delamotte      |
| 1979      | Philippe Senez       | André Fossé            | Alain Lenoir            |
| 1980      | Daniel Vanechop      | Gilles Blanchardon     | Christian Corre         |
| 1981      | Lionel Poret         | Thierry Lavergne       | Gilles Guéguen          |
| 1982      | Jean-Jacques Philipp | Lionel Poret           | Jean-Michel Mauny       |
| 1983      | André Fossé          | Gervais Rioux          | Laurent Haimez          |
| 1984      | Éric Martin          | Stéphane Henriet       | Jean-Jacques Philipp    |
| 1985      | Jean-Marc Follet     | Nick Barnes (en)       | Rusty Lopez             |
| 1986      | Gérard Aviègne       | David Baker            | Stéphane Henriet        |
| 1987      | Richard Vivien       | Laurent Madouas        | Thierry Bourguignon     |
| 1988      | Claude Carlin        | Jean-Christophe Roger  | Philippe Delaurier      |
| 1989      | Eddy Seigneur        | Frédéric Moncassin     | Laurent Eudeline        |
| 1990      | Christophe Capelle   | Olaf Lurvik            | Pascal Montier          |
| 1991      | Eddy Seigneur        | Laurent Desbiens       | David Pagnier           |
| 1992      | Jean-Michel Thilloy  | Andrzej Pozak          | Denis Dugouchet         |
| 1993      | Marco Vermey (nl)    | Charles Guilbert       | Franck Perque           |
| 1994      | Fabrice Naessens     | Fabrice Férat          | Pascal Popieul          |
| 1995      | Laurent Lefèvre      | Gérard Aviègne         | Grégory Barbier         |
| 1996      | Vincent Templier     | Franck Morelle         | Gérard Aviègne          |
| 1997      | Jean-Michel Thilloy  | Franck Morelle         | Pascal Peyramaure       |
| 1998      | Miika Hietanen       | Arnaud Auguste         | Pascal Peyramaure       |
| 1999      | Mickaël Fouliard     | Stéphane Délimauges    | Sylvain Chavanel        |
| 2000      | Jérémie Dérangère    | Danny In 't Ven        | Mickaël Leveau          |
| 2001      | Pascal Carlot        | Olivier Maignan        | Gérard Aviègne          |
| 2002      | Vincent Pétilleau    | Noan Lelarge           | Youri Deliens           |
| 2003      | Christophe Riblon    | Alexandre Chouffe      | Oscar Stenström (en)    |
| 2004      | Sébastien Minard     | Christophe Riblon      | Nicolas Roche           |
| 2005      | Thierry David        | Marc Streel            | Guillaume Levarlet      |
| 2006      | Franck Perque        | Dries Devenyns         | Gianni Meersman         |
| 2007      | Fredrik Johansson    | Stian Remme            | David Tanner            |
| 2008      | Niels Brouzes        | Jakob Fuglsang         | Renaud Pioline          |
| 2009      | Steven Van Vooren    | Médéric Clain          | Jérémie Galland         |
| 2010      | Steven Tronet        | René Jørgensen         | Jonathan Thiré          |
| 2011      | Gediminas Bagdonas   | Kévin Lalouette        | Florian Vachon          |
| 2012      | Jean-Luc Delpech     | Viatcheslav Kouznetsov | Rafaâ Chtioui           |
| 2013      | Vegard Breen         | Vincent Jérôme         | Glenn O'Shea            |
| 2014      | Magnus Cort          | Rudy Barbier           | Romain Feillu           |
| 2015      | Joshua Edmondson     | Vegard Stake Laengen   | Steven Tronet           |
| 2016      | Antonio Parrinello   | Bjørn Tore Hoem        | Nathan Van Hooydonck    |
| 2017      | Flavien Dassonville  | Arnaud Gérard          | Rasmus Christian Quaade |
| 2018      | Henrik Evensen       | Fred Wright            | Josef Černý             |
| 2019      | Anthony Maldonado    | Marlon Gaillard        | Bjørn Tore Hoem         |
| 2020-2021 | annulé               | annulé                 | annulé                  |
| 2022      | James Fouché         | Aritz Bagües           | Jason Tesson            |
| 2023      | Frank van den Broek  | Alexis Gougeard        | Matisse Julien          |
| 2024      | Pierre Barbier       | Daniel Skerl           | Lars Vanden Heede       |
| 2025      | annulé               | annulé                 | annulé                  |